# Derolus ruandae
Derolus ruandae är en skalbaggsart som beskrevs av Pierre Lepesme och Stefan von Breuning 1958. Derolus ruandae ingår i släktet Derolus och familjen långhorningar.
Artens utbredningsområde är Rwanda. Inga underarter finns listade i Catalogue of Life.